# Huis van bewaring (Almelo)
Huis van bewaring in het centrum van Almelo is een voormalige justitiële inrichting, die sinds 2006 in gebruik is als hotel.
Deze panden liggen achter de voormalige rechtbank aan de Wierdensestraat, waarin appartementen zijn gevestigd. Samen met het voormalige bankgebouw van Ledeboer & Co. en het Waaggebouw, vormt het voormalige Huis van Bewaring "De Pouwelingsbrugge" een historische gevelwand. Het is daarom aangemerkt als Rijksmonument.
Tijdens de Tweede Wereldoorlog, op 22 maart 1944, werd deze gevangenis overvallen de KP van Johannes ter Horst.
Nadat justitie in 1995 de panden verliet, raakten de gebouwen in verval. Vanaf 2004 werden ze verbouwd tot een hotel. De vroegere directeurswoning werd een fietsenstalling en woning, de dienstwoningen voor huismeester en bewaarders werden hotelkamers. Op 21 mei 2014 ontving dit hotel daarvoor de Pieter van Vollenhovenprijs voor de restauratie.

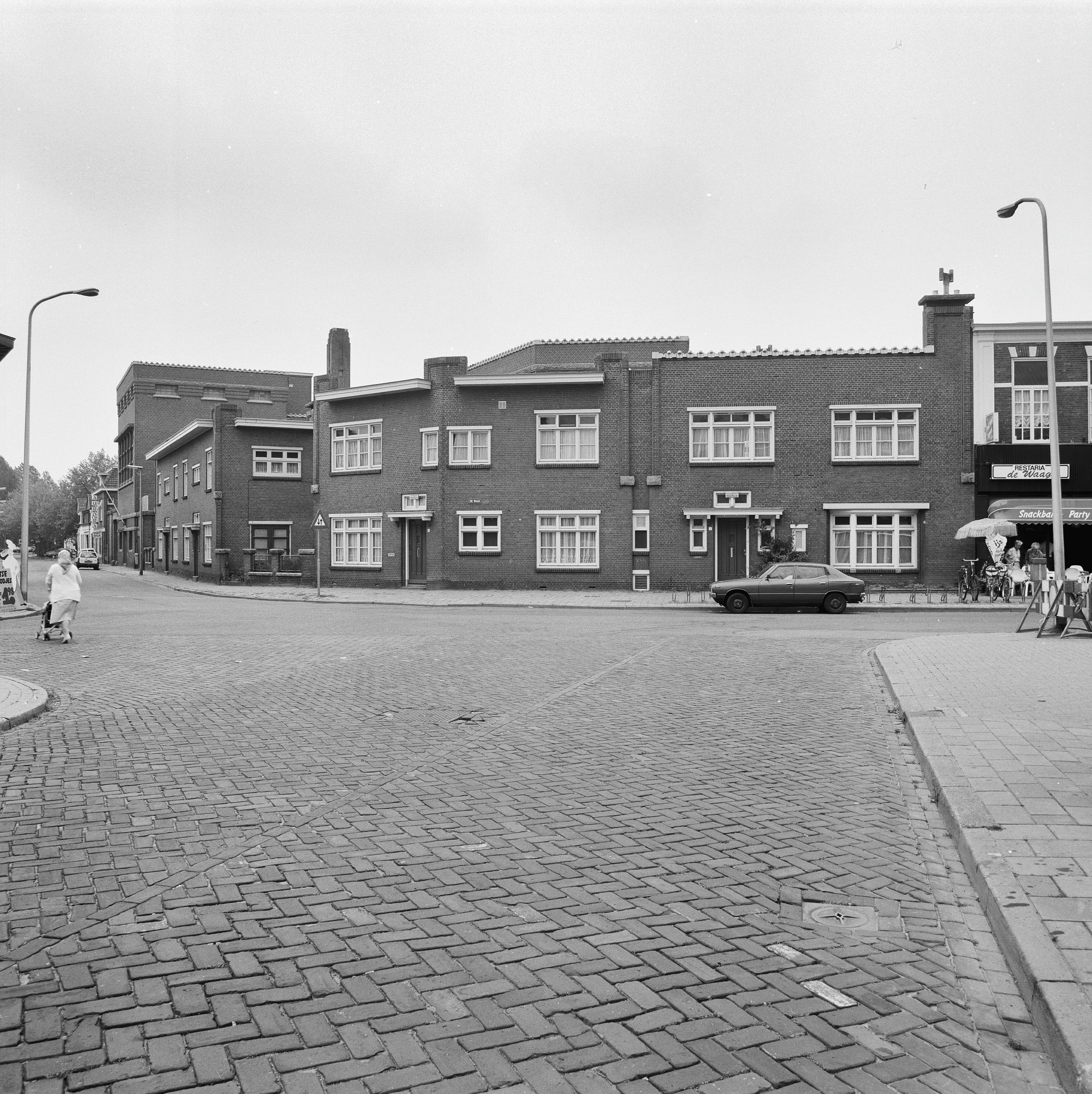
dienstwoningen Huis van bewaring Almelo (mei 1987)

## Bouw
Het huis van bewaring werd gebouwd in 1926 door architect Johann Gottfried Robbers in de solide stijl van de Delftse School met decoratieve kenmerken van de Amsterdamse school. De supervisie was van de Rijksbouw-
meester bij de Rijksgebouwendienst, ir. G.C. Bremer. Het frontgebouw aan de marktstaat is in 'Dorische' stijl, met op de eerste verdieping een hoge (voormalige) kerkzaal met glas-in-lood vensters. Het cellencomplex ligt erachter.